# 威斯康辛號戰艦 (BB-64)
36°50′54″N 76°17′45″W / 36.84833°N 76.29583°W
威斯康辛號戰艦（舷號BB-64）是一艘隸屬於美國海軍的戰艦，為艾奧瓦級戰艦的四號艦。她是美軍第二艘以威斯康辛州為名的軍艦。
威斯康辛號在1941年按照11%擴充法案，於費城造船廠開始建造，在1943年下水，於1944年服役。其時太平洋戰爭已走向尾聲，威斯康辛號僅趕及參與仁牙因灣戰役、硫磺島戰役及沖繩戰役。日本投降後，威斯康辛號協助美軍佔領日本，然後參與魔毯行動（Operation Magic Carpet），接載美軍返國。
戰後海軍因經費不足，而在1948年將威斯康辛號退役。1950年韓戰爆發，威斯康辛號在1951年再次服役，並為聯合國軍提供炮火支援，同時轟擊北韓運輸路線以及工業設施。韓戰停火後，威斯康辛號調回大西洋，並參與包括主轉桁索行動（Operation Mainbrace）在內的北約海軍演習。1956年，威斯康辛號曾與驅逐艦相撞，造成艦艏嚴重損毀。海軍最後將未完成的肯塔基號艦艏拆除，並安裝到威斯康辛號之上。1958年威斯康辛號再次退役。
1981年，列根當選新任美國總統，並提出「六百艦隊」（600-ship Navy）擴軍計劃，大規模擴充海軍，以壓抑蘇聯。威斯康辛號因而重新復修，並進行大規模現代化改建，包括裝設戰斧巡航導彈及魚叉飛彈發射器，以及方陣近迫武器系統。1988年威斯康辛號重返現役，並在大西洋執勤。1990年波斯灣戰爭爆發，威斯康辛號亦被派到波斯灣，為登陸的陸戰隊提供炮火支援，並轟擊伊拉克的軍事設施。
威斯康辛號在1991年退役，並在1995年除籍。當時國會憂慮海軍將在四艘艾奧瓦級退役後喪失艦炮火力支援能力，故通過法案，限令海軍至少保留兩艘艾奧瓦級於船籍之內。威斯康辛號因此在1996年重新列入船籍。自2001年起，威斯康辛號開始在諾福克以博物館身份開放參觀，但海軍仍擁有艦體控制權。2006年，當時美國海軍部長以行政權力將威斯康辛號除籍，使其可用作捐贈。然而國會仍欲保留戰艦，限令海軍必須繼續保養威斯康辛號，並在必要時將其迅速復修，重返現役。2009年，海軍將威斯康辛號捐贈予諾福克市政府，並在翌年進行移交。
2012年8月11日，美國共和黨總統參選人米特·羅姆尼在威斯康辛號甲板上，宣佈將夥拍保羅·萊恩競選。
威斯康辛號在二戰及韓戰分別獲得五枚及一枚戰鬥之星。